# Пелтініш (Бакеу)
Пелтініш (рум. Păltiniș) — село у повіті Бакеу в Румунії. Входить до складу комуни Асеу.
Село розташоване на відстані 234 км на північ від Бухареста, 43 км на захід від Бакеу, 116 км на південний захід від Ясс, 113 км на північний схід від Брашова.

## Населення
За даними перепису населення 2002 року у селі проживали 687 осіб, усі — румуни. Усі жителі села рідною мовою назвали румунську.